# Olimpia La Salle 2015-2016
Questa pagina raccoglie i dati riguardanti l’Olimpia La Salle nelle competizioni ufficiali della stagione 2015-2016.

## Rosa 2015-2016

### Giocatori
| N° | Naz.              | Ruolo | Sportivo            | Anno |  |  |
| -- | ----------------- | ----- | ------------------- | ---- |  |  |
| 12 | Italia (bandiera) | P     | Salvatore Cervasio  | 1987 |  |  |
|    | Italia (bandiera) | A     | Rosario Aversa      | ?    |  |  |
| 20 | Italia (bandiera) | A     | Giovanni Speranza   | 1999 |  |  |
| 5  | Italia (bandiera) | A     | Aristide De Rosa    | 1998 |  |  |
| 9  | Italia (bandiera) | T     | Davide Bove         | 1998 |  |  |
| 11 | Italia (bandiera) | T     | Antonino Rivieccio  | 1998 |  |  |
|    | Italia (bandiera) | T     | Ernesto Mirolla     | 1983 |  |  |
| 2  | Italia (bandiera) | T     | Marcello Sorrentino | ?    |  |  |
| 19 | Italia (bandiera) | T     | Daniele Rivieccio   | 1998 |  |  |
| 8  | Italia (bandiera) | PV    | Francesco Langella  | ?    |  |  |
| 10 | Italia (bandiera) | PV    | Vittorio Palomba    | 1998 |  |  |

## Risultati stagionali
- Serie B: 3ª in stagione regolare - Eliminata ai quarti di finale dei play off scudetto contro la Polisportiva Junior Fasano.

## Serie B

### Stagione regolare

#### Girone di andata
| Benevento 24 ottobre 2015 1ª giornata | HC Benevento | 23 – 16 | Olimpia La Salle | Paladua |

| Salerno 8 novembre 2015 2ª giornata | Lanzara | 21 – 14 | Olimpia La Salle | PalaPalumbo |

| Torre del Greco 14 novembre 2015 3ª giornata | Olimpia La Salle | 26 – 17 | Scafati | Tensostruttura La Salle |

| Orta di Atella 21 novembre 2015 4ª giornata | Atellana | 45 – 19 | Olimpia La Salle | PalaLettieri |

| Torre del Greco 28 novembre 2015 5ª giornata | Olimpia La Salle | 19 – 15 | HC Benevento | Tensostruttura La Salle |

| Torre del Greco 12 dicembre 2015 6ª giornata | Olimpia La Salle | 17 – 22 | Lanzara | Tensostruttura La Salle |

| Orta di Atella 19 dicembre 2015 7ª giornata | Scafati | 18 – 11 | Olimpia La Salle | PalaLettieri |

| Torre del Greco 9 gennaio 2016 8ª giornata | Olimpia La Salle | 17 – 39 | Atellana | Tensostruttura La Salle |

| Benevento 16 gennaio 2016 9ª giornata | HC Benevento | 18 – 26 | Olimpia La Salle | Paladua |

| Salerno 31 gennaio 2016 10ª giornata | Lanzara | 21 – 20 | Olimpia La Salle | PalaPalumbo |

| Torre del Greco 6 febbraio 2016 11ª giornata | Olimpia La Salle | 26 – 17 | Scafati | Tensostruttura La Salle |

| Orta di Atella 13 febbraio 2016 12ª giornata | Atellana | 34 – 18 | Olimpia La Salle | PalaLettieri |

| Torre del Greco 27 febbraio 2016 13ª giornata | Olimpia La Salle | 21 – 22 | HC Benevento | Tensostruttura La Salle |

| Torre del Greco 12 marzo 2016 14ª giornata | Olimpia La Salle | 30 – 27 | Lanzara | Tensostruttura La Salle |

| Orta di Atella 19 marzo 2016 15ª giornata | Scafati | 10 – 21 | Olimpia La Salle | PalaLettieri |

| Torre del Greco 2 aprile 2016 16ª giornata | Olimpia La Salle | 24 – 32 | Atellana | Tensostruttura La Salle |

### Play off promozione

#### Quarti di finale
| Torre del Greco 30 marzo 2016 Andata play-off | Olimpia La Salle | 28 – 20 | Fasano | Tensostruttura La Salle |

| Fasano 8 maggio 2016 Ritorno play-off | Fasano | 24 – 14 | Olimpia La Salle | Palestra "Franco Zizzi" |

## Statistiche di squadra
| Competizione        | Punti | In casa | In casa | In casa | In casa | In casa | In casa | In trasferta | In trasferta | In trasferta | In trasferta | In trasferta | In trasferta | Totale | Totale | Totale | Totale | Totale | Totale |
| Competizione        | Punti | G       | V       | N       | P       | Gf      | Gs      | G            | V            | N            | P            | Gf           | Gs           | G      | V      | N      | P      | Gf     | Gs     |
| ------------------- | ----- | ------- | ------- | ------- | ------- | ------- | ------- | ------------ | ------------ | ------------ | ------------ | ------------ | ------------ | ------ | ------ | ------ | ------ | ------ | ------ |
| Stagione regolare   | 18    | 8       | 4       | 0       | 4       | 180     | 191     | 8            | 2            | 0            | 6            | 145          | 190          | 16     | 6      | 0      | 10     | 325    | 381    |
| Play off promozione | -     | 1       | 1       | 0       | 0       | 28      | 20      | 1            | 0            | 0            | 1            | 14           | 24           | 2      | 1      | 0      | 1      | 42     | 44     |
| Totale              | -     | 9       | 5       | 0       | 4       | 208     | 211     | 9            | 2            | 0            | 7            | 159          | 214          | 18     | 7      | 0      | 11     | 367    | 425    |